# Якутович Антон Сергійович
Анто́н Сергі́йович Якутович  (* 10 лютого 1975, Київ — † 31 січня 2014) — український живописець, член НСХУ — 2000.

## Життєпис
Син графіків Сергія Якутовича та Ольги Якутович. Внук Георгія Якутовича.
Навчався в Київський Державній художній школі ім. Т. Шевченка. 1993 року закінчив Українську академію мистецтв, де його педагогами з фаху були Андрій Чебикін та Василь Чебаник.
У 2002 році у творчих пошуках переїхав до Парижу, де продовжував творити. Незадовго до своєї смерті повернувся до Києва. Помер від хвороби.
Серед його робіт:
- серія живопису «Дивлячись на простір» — 1993;
- «Жінки» — 1995;
- «Острів» — 1999.

Про своє ставлення до роботи Антон казав: «Я робив офорти, літографію і займався живописом з раннього дитинства. Ці дисципліни доповнюють одна одну, графіка — приносить строгість у роботі, а живопис — почуття свободи».
Його роботи виставлялися в Англії, Іспанії, Україні, Франції, Швейцарії.